# Spettrografo
Lo spettrografo è uno spettroscopio che trasforma la luce in uno spettro a seconda della sua frequenza. Il suo uso è frequente soprattutto in astronomia. Lo strumento utilizza diverse tecniche di registrazione e visualizzazione. Tradizionalmente, i colori che compongono lo spettro venivano rappresentati da una lastra fotografica che registrava lo spettro, permettendone uno studio molto accurato e dettagliato (spettrogramma). La classificazione stellare, la scoperta della sequenza principale, la legge e la sequenza di Hubble sono tutti risultati raggiunti grazie all'utilizzo di spettrografi accoppiati a lastre fotografiche.
Il fitocromo è invece un pigmento vegetale che venne scoperto usando come rivelatore delle forme vegetali al posto della lastra fotografica.

## Lo spettrografo in neuropsicologia del linguaggio
Negli anni quaranta alcuni ricercatori statunitensi costruirono uno strumento, chiamato spettrografo, che permise per la prima volta di visualizzare le formanti del parlato rappresentandole come tracciati su carta. Questo strumento era stato costruito con l'intento di fornire alle persone non udenti la possibilità di "vedere le parole", ma il suo uso risultò essere estremamente complesso per questa finalità, mentre si rivelò di enorme importanza per l'analisi acustica del linguaggio. Questo tipo di analisi permette di identificare una componente legata al contributo delle corde vocali nella realizzazione del suono, così come una serie di componenti che dipendono dal tratto vocale sopralaringeo.

## Lo spettrografo in astronomia
Il modo più tradizionale per scomporre la luce è l'utilizzo di un elemento di vetro a forma di prisma; oggi si ricorre, almeno in astronomia, soprattutto a dei sensori elettronici come il Charge Coupled Device o il Charge Injection Device, utilizzati sia per le frequenze del visibile che dell'ultravioletto. La scelta del rilevatore dipende dalla lunghezza d'onda della luce che si vuole studiare.
Il Telescopio Spaziale James Webb ha a bordo due spettrografi: uno, chiamato NIRSpec, ottimizzato per gli studi nel vicino infrarosso, l'altro (MIRI) ottimizzato per gli studi nel medio infrarosso.

## Spettrografi acustici
In acustica, uno spettrografo converte un'onda sonora in uno spettrogramma. Il primo spettrografo acustico venne sviluppato durante la seconda guerra mondiale ai Bell Labs di Murray Hill, in New Jersey (USA). Questo tipo di strumenti ebbe larga applicazione nel campo della scienza del linguaggio, della fonetica acustica e della ricerca audiologica, prima di essere soppiantato dagli sviluppi della tecnica di elaborazione numerica dei segnali.